# Општина Сапна
Општина Сапна је општина у Федерацији Босне и Херцеговине. Већи део бивше општине Зворник Дејтонским споразумом је припао Републици Српској. Мањи део, односно насеља: Сапна, Годуш, Краљевићи, Међеђа, Растошница, Рожањ, Незук, Витиница, Засеок и дијелови насеља Баљковица и Кисељак припао је Федерацији. На том делу, површине 118 km2, формирана је нова општина — општина Сапна. На њеном простору живи око 12.000 становника.
Подручје ове општине је изразито пољопривредно. Њен брдско-планински положај је погодан за развој воћарства и узгој стоке.